# Jardim

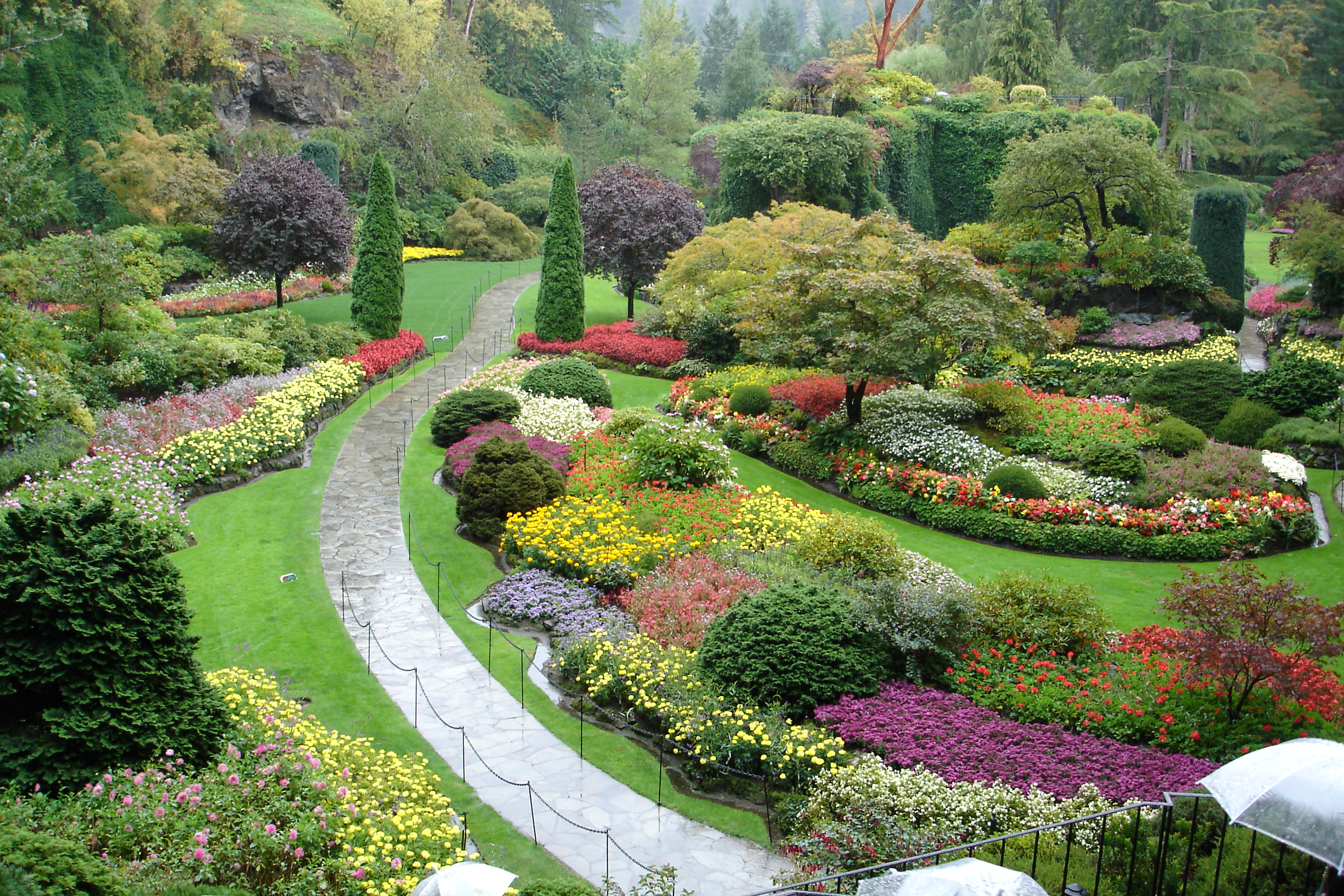
Um dos famosos Jardins de Butchart, na Colúmbia Britânica, Canadá.

Um jardim é um espaço planejado, normalmente ao ar livre, para a exibição, cultivação e apreciação de plantas, flores e outras formas de natureza, existindo pelo menos desde os egípcios. Pode incorporar tanto materiais naturais quanto artificiais. A forma de jardim mais comum hoje é a encontrada em residências; zoológicos, que exibem a vida selvagem em habitats naturais simulados, são chamados também de jardins zoológicos; além disso, há os jardins botânicos.   
A etimologia da palavra refere-se a "algo fechado", uma vez que teria origem no radical garth, proveniente das línguas nórdicas e saxãs, que significa "cintura ou cerca".
Existem diversos tipos de jardins, que se diferenciam por suas características e funções.
Jardinagem é a atividade de cultivar e manter um jardim, podendo ser realizada por um jardineiro profissional ou amador. 

## Usos do jardim

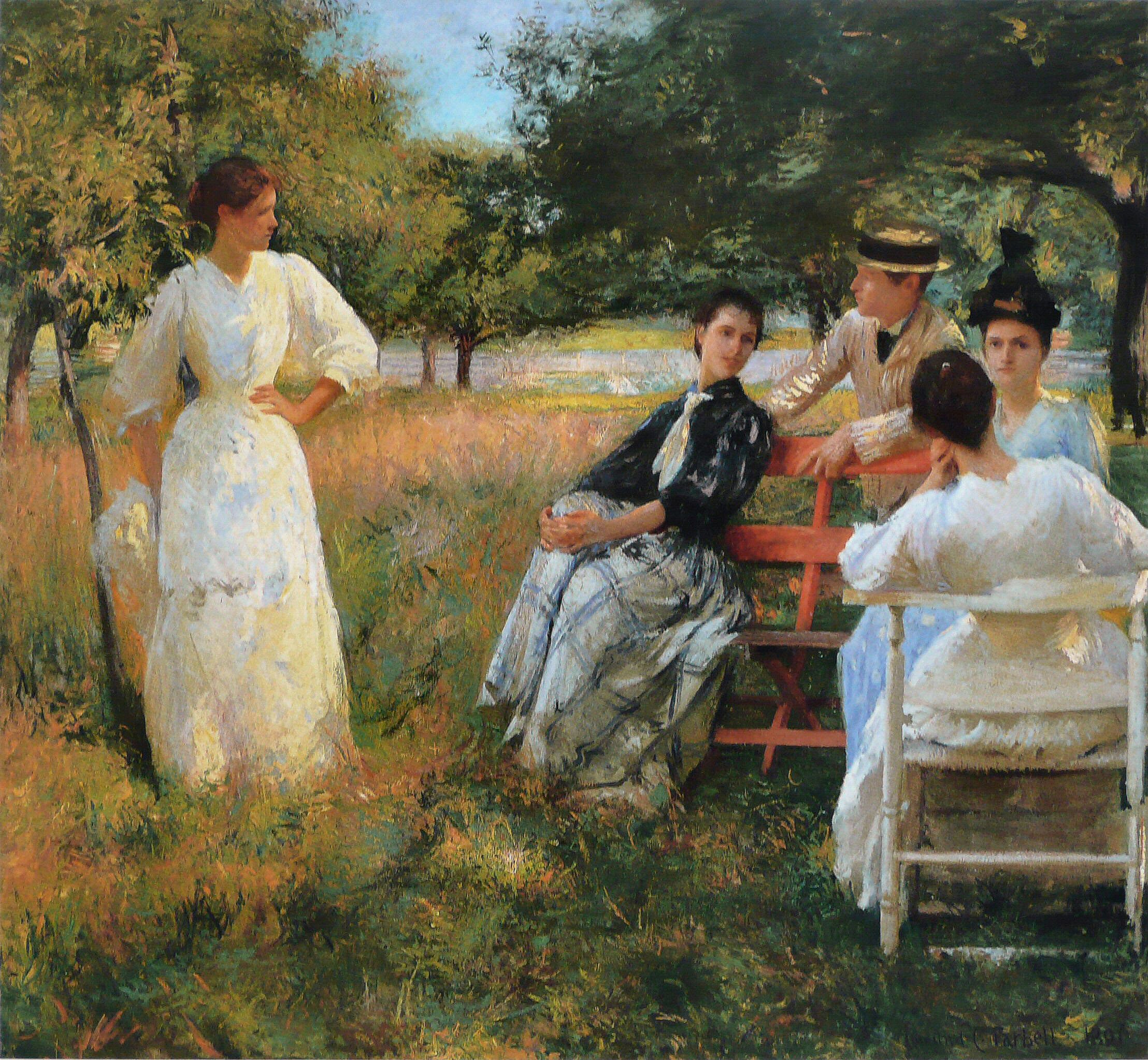
Pessoas descansando em um jardim.

Um jardim pode ter usos estéticos, funcionais e recreacionais, tais como:
- Cooperação com a Natureza
  - Cultivação de plantas

- Observação da Natureza
  - Observação de insetos, pássaros e troca de estações

- Relaxamento pessoal
  - Refeições familiares
  - Brincadeiras de crianças
  - Leitura e relaxamento em rede de descanso
  - Tomar banho de sol

- Estética e bem-estar
  - Embelezamento de fachadas de casas e edificações
  - Manutenção de áreas verdes para conforto da população
  - Redução da sensação térmica em dias mais quentes
- Outras utilidades
  - Colher flores para decoração interior
  - Colher ervas e vegetais frescos para cozinhá-los

## Tipos de jardins

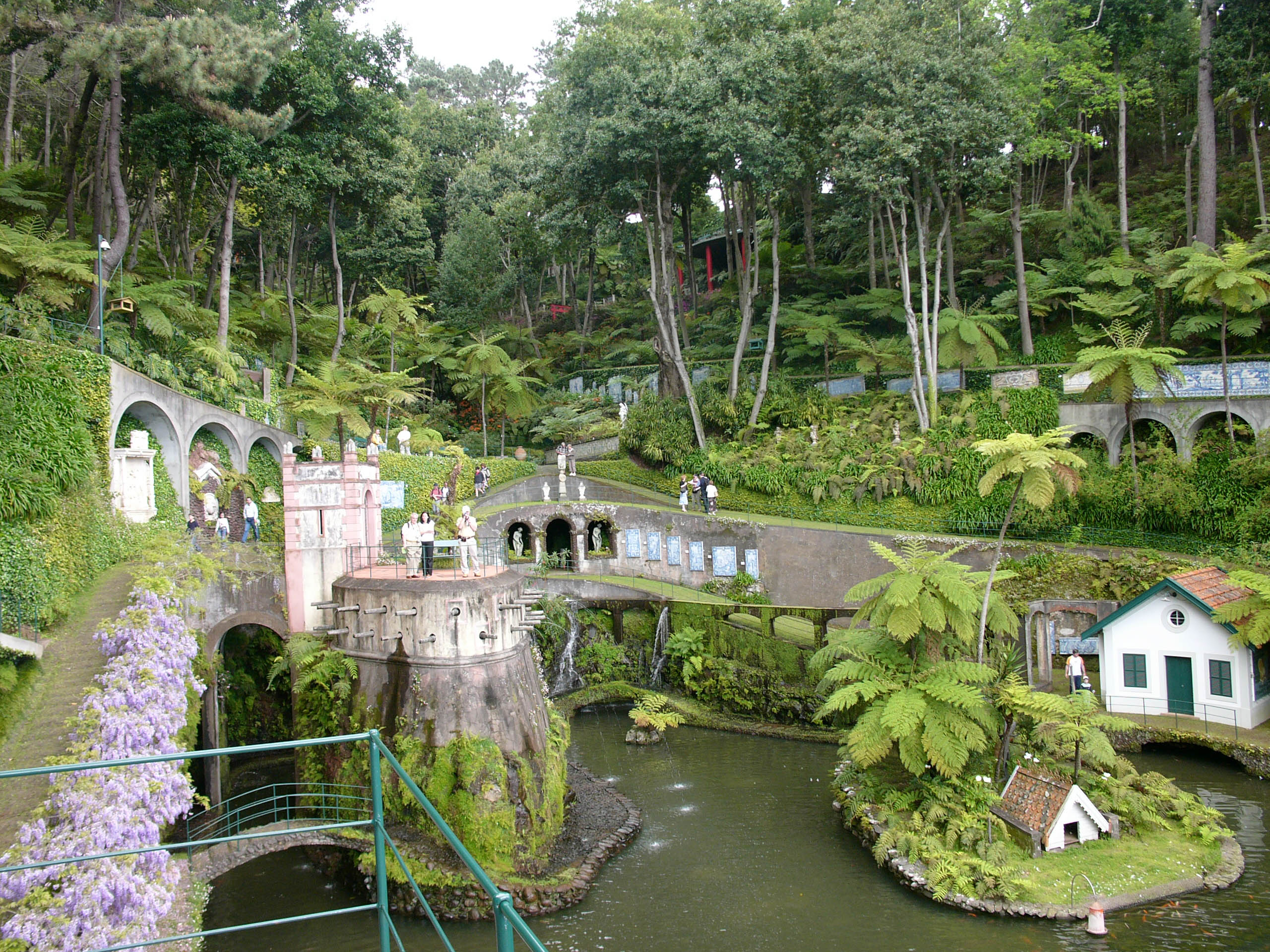
Jardim tropical na ilha da Madeira.

Jardins podem abrigar determinado(s) tipo(s) de planta(s):
- Jardim de cactos
- Jardim de ervas
- Jardim de flores
- Jardim de inverno
- Jardim selvagem
- Orangerie
- Pomar
- Rosarium
- Vinha

Jardins podem possuir estilos particulares:

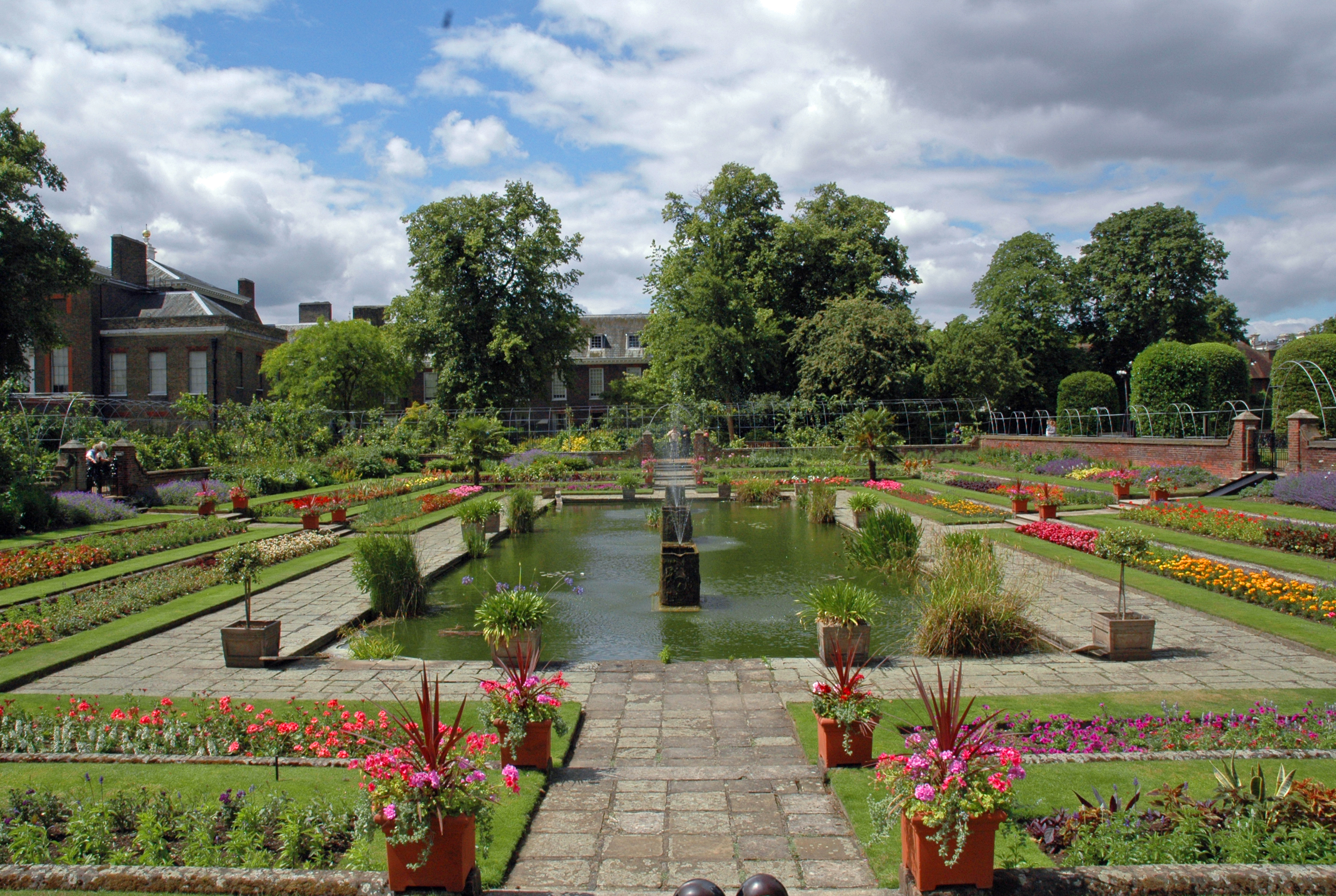
Jardim inglês.

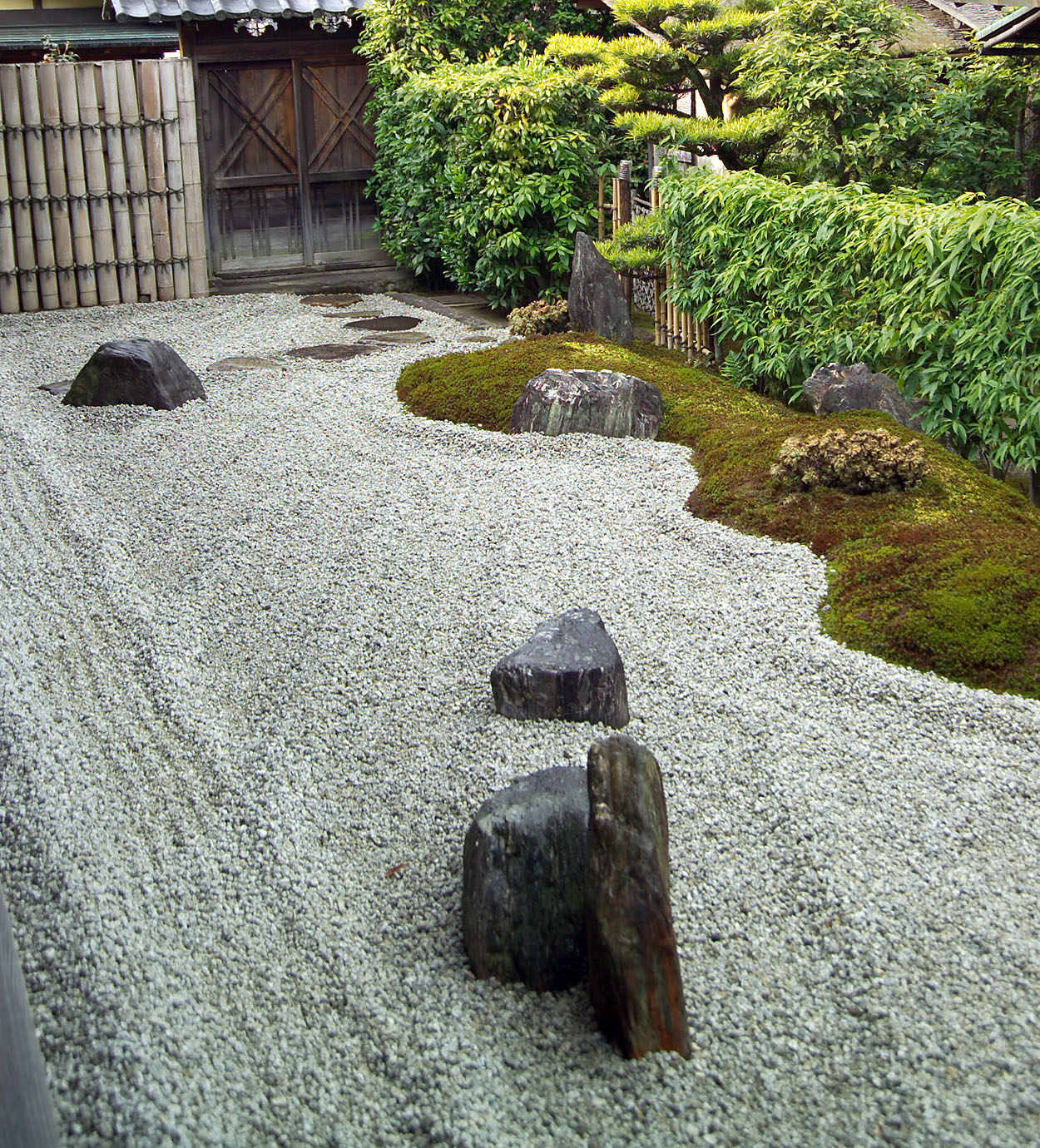
Jardim zen.

- Jardim miniatura, popular Bonsai
- Jardim espanhol
- Jardim francês
- Jardim inglês
- Jardim japonês
- Knot garden
- Jardim persa
- Jardim selvagem
- Jardim tropical
- Jardim Zen
- Terrário

Outros tipos de jardim:
- Jardim botânico
- Horta urbana
- Jardim hidropônico
- Jardim suspenso
- Estufa
- Teto-jardim
- Jardim zoológico